# 龍居由佳里
龍居 由佳里（たつい ゆかり、1958年11月11日 - ）は、日本の脚本家。東京都出身。

## 来歴
東洋大学文学部卒業後、にっかつ撮影所に入社。テレビドラマのプロデューサーを経て、脚本家となる。1995年、連続テレビドラマ『星の金貨』で本格脚本家としてデビュー。
漫画の脚本は断り続けてきたが、2016年、デビュー20年目で初めて漫画を原作とした映画『四月は君の嘘』を手掛ける。

## 脚本作品

### テレビドラマ
- 星の金貨（1995年、日本テレビ）[3]
- ピュア（1996年、フジテレビ）[3]
- バージンロード（1997年、フジテレビ）[3]
- 愛、ときどき嘘（1998年、日本テレビ）
- セミダブル（1999年、フジテレビ）
- プラトニック・セックス（2001年、フジテレビ）
- 白い影（2001年、TBS）
- 海図のない旅（2002年、NHK）
- 愛なんていらねえよ、夏（2002年、TBS）[3]
- 天使の歌声 〜小児病棟の奇跡〜（2002年、フジテレビ）
- 流転の王妃・最後の皇弟（2003年、テレビ朝日）
- 白い影 その物語のはじまりと命の記憶（2003年、TBS）
- 砂の器（2004年、TBS）
- 今夜ひとりのベッドで（2005年、TBS）
- 生きててもいい…? 〜ひまわりの咲く家〜（2006年、フジテレビ）
- スペシャルドラマ テレサ・テン物語〜私の家は山の向こう（2007年、テレビ朝日）
- 小児救命（2008年、テレビ朝日）[3]
- 男装の麗人〜川島芳子の生涯〜（2008年、テレビ朝日）
- 婚カツ!（2009年、フジテレビ）
- 土曜プレミアム ストロベリーナイト（2010年、フジテレビ）[3]
- 心の糸（2010年、NHK）[4]
- ストロベリーナイト〔連続ドラマ版〕（2012年、フジテレビ）シリーズ脚本
- 土曜プレミアム特別企画 ストロベリーナイト アフター・ザ・インビジブルレイン（2013年、フジテレビ）
- テレビ朝日開局55周年記念番組 最も遠い銀河（2013年、テレビ朝日）
- 二十四の瞳（2013年、テレビ朝日）
- 抱きしめたい! Forever（2013年、フジテレビ）
- 「黄金のバンタム」を破った男〜ファイティング原田物語〜（2014年、フジテレビ）
- フジテレビ開局55周年スペシャルドラマ 森光子を生きた女〜日本一愛されたお母さんは、日本一寂しい女だった〜（2014年、フジテレビ）
- 土曜プレミアム アウトバーン マル暴の女刑事・八神瑛子（2014年、フジテレビ）
- ママとパパが生きる理由。（2014年、TBS）
- 一千兆円の身代金（2015年、フジテレビ）
- 帯ドラマ劇場・越路吹雪物語（2018年、テレビ朝日）
- あなたには渡さない（2018年、テレビ朝日）
- ハル〜総合商社の女〜（2019年、テレビ東京）
- 18/40〜ふたりなら夢も恋も〜（2023年、TBS）
- フォレスト（2025年、朝日放送テレビ・テレビ朝日） - 原案

### 映画
- 小さき勇者たち〜ガメラ〜（2006年、角川映画）
- ストロベリーナイト（2013年、東宝）
- 四月は君の嘘（2016年、東宝）[3]
- ロストケア（2023年、日活・東京テアトル）[5]
- 52ヘルツのクジラたち（2024年、ギャガ）

## 受賞歴
- 2002年
  - 第34回ザテレビジョンドラマアカデミー賞 脚本賞（『愛なんていらねえよ、夏』）[6]
- 2004年
  - 第12回橋田賞[7]